# Gabinete Português de Leitura da Bahia
O Gabinete Português de Leitura (GPL) MHIH • ComB • MHM é uma instituição cultural, literária e de estudos lusófonos situado em Salvador, capital do estado brasileiro da Bahia, fundado a 2 de março de 1863. Tem por lema "Saudades e perseverança".

## Histórico
Possuía a capital baiana elevado contingente de portugueses emigrados; havia já na cidade uma instituição - a Real Sociedade Portuguesa de Beneficência Dezesseis de Setembro, e foi na sede desta que deu-se a primeira sessão de instalação.
O objetivo maior era atender o aspecto cultural da grande colônia, dotando-a do "maior número de obras de reconhecida utillidade escriptas nos idiomas Portuguez e Francez e mais aquellas que posteriormente se julgarem mais precisas, assim como os principais jornais publicados em Portugal e no Brasil".
Seu primeiro presidente foi o comendador Manuel Joaquim Rodrigues.
A 17 de maio de 1958 foi feito comendador da Ordem de Benemerência, tendo sido elevado a membro-honorário da Ordem do Mérito a 13 de julho de 1990, e membro-honorário da Ordem do Infante D. Henrique a 18 de agosto de 1997.

## As sedes

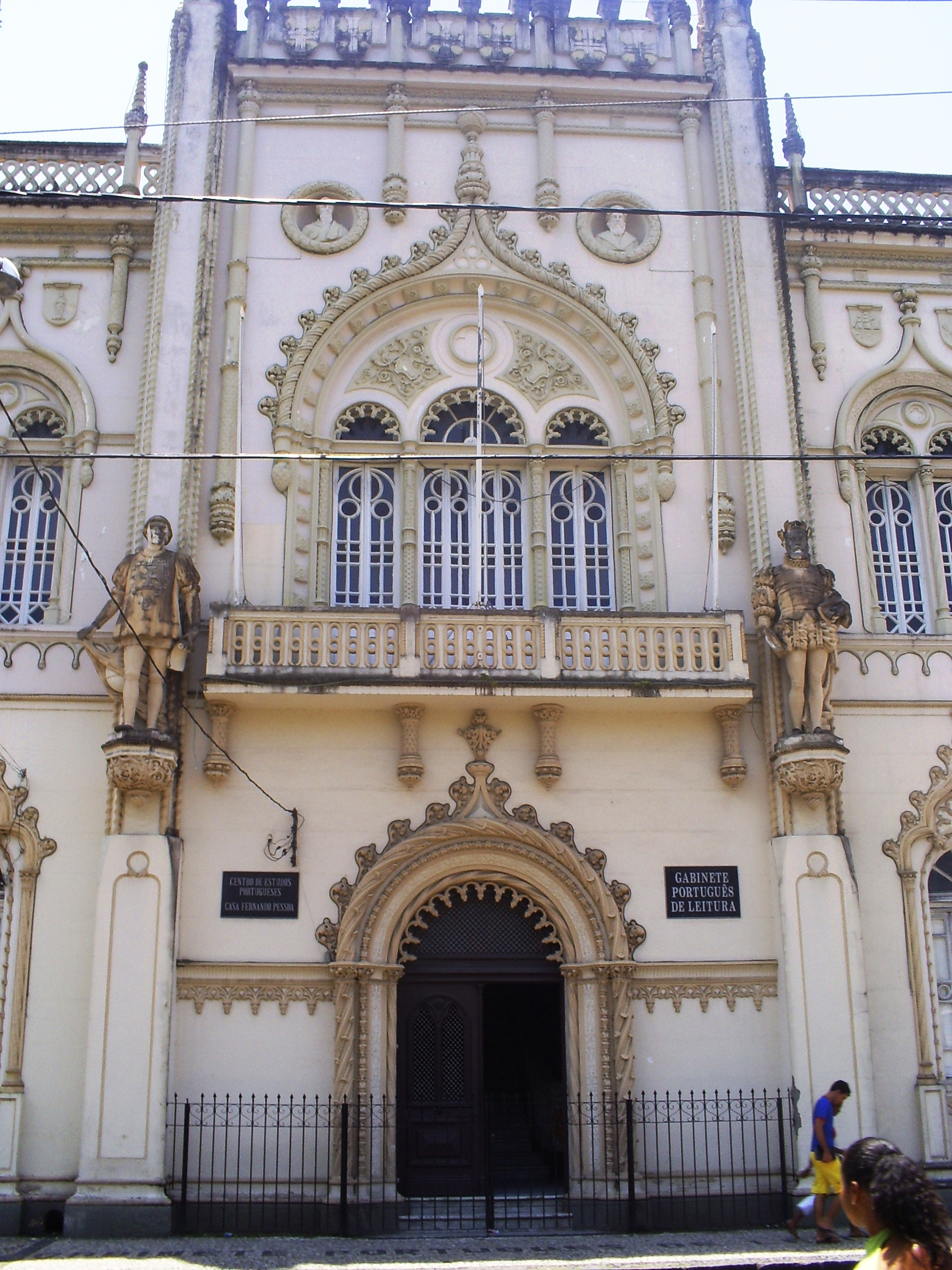
O Gabinete Português de Leitura.

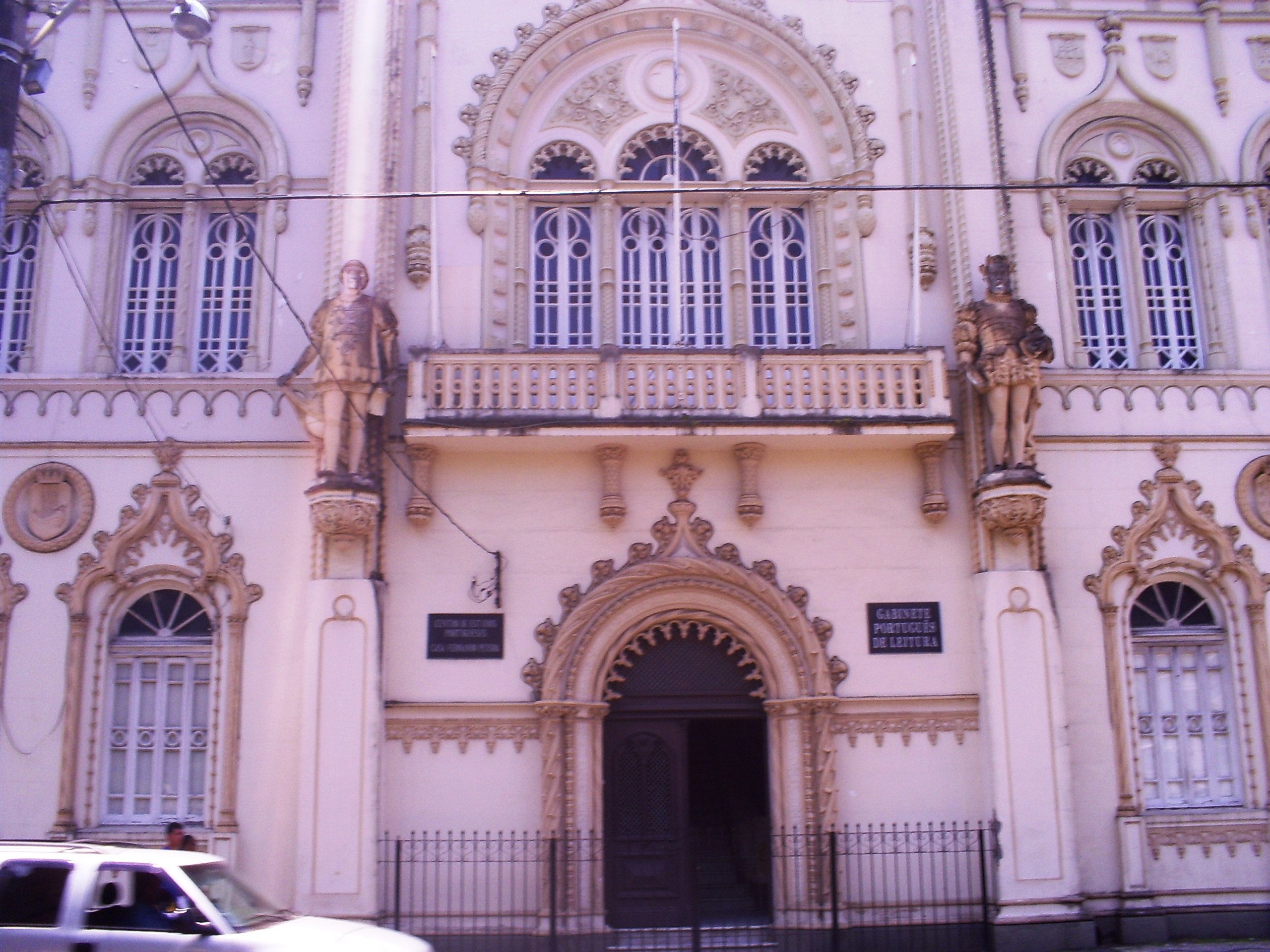
O Gabinete Português de Leitura.

Funcionou em várias sedes, desde sua fundação. A primeira foi no segundo andar dum prédio na rua Direita do Comércio, e no ano seguinte para, neste mesmo bairro, à rua da Alfândega, onde funcionou até que o aumento da demanda fez que fosse transferida para local maior, na chamada Cidade Alta, à rua do Palácio (atual rua Chile), 28, em 1870. Em 1896 mudou-se para um prédio próprio situado nesta mesma rua  - mas este, com a ampliação desta artéria que durante décadas foi o principal centro comercial da cidade, teve de ser desapropriada. As novas e atuais instalações passaram a ser imperativo aos associados, ainda em 1912, quando viu-se desalojada.

### A sede definitiva
Para a construção da sede foi adquirido um imóvel situado à Praça da Piedade, em ótima localização diante da Catedral que dá nome ao logradouro - e ainda na confluência da Avenida Sete de Setembro e a Avenida Joanna Angélica. 
A construção iniciou somente em 1915 e foi inaugurada em grande solenidade a 3 de fevereiro de 1918. Nesta esteve presente o governador Moniz Aragão, o padre jesuíta Luís Gonzaga Cabral (fundador do Colégio São Luís Gonzaga, em Caetité, para onde fora junto a muitos dessa ordem, egresso de Portugal por conta de perseguições religiosas. Foi o principal orador da solenidade, em discurso onde realçou a tríade: livro, pátria e a fé) e próceres da cultura local, como Teodoro Sampaio. Foi abençoada, neste ato, pelo monsenhor Francisco de Assis Pires, vigário de São Pedro, cuja igreja situa-se no outro extremo da Praça da Piedade.
A sede atual também já funcionou como Consulado Geral de Portugal na Bahia e Sergipe, que transferido para o Pelourinho e depois para a Avenida Tancredo Neves.

### Características arquitetônicas
A construção segue ao mesmo estilo neomanuelino dos edifícios de outros gabinetes, como o erguido no Rio de Janeiro para sede do Real Gabinete Português de Leitura e o em Santos, embora com fachada maior, e em três frentes: uma para a Praça da Piedade, outra para a rua Direita da Piedade e outra para a Avenida Joanna Angélica, sendo ao fundo uma pequena praça, pertencente à própria instituição. O estilo possui influência árabe.
O edifício ocupa o pequeno quarteirão onde se localiza e foi obra do arquiteto Alberto Borelli.
Em sua fachada erguem-se imponentes duas estátuas, representando Pedro Álvares Cabral e Camões. Possui, ainda um belo vitral alegórico da primeira missa no Brasil, e dois murais representando "O Adamastor" e Camões a salvar Os Lusíadas.
Conta com dois auditórios, um com capacidade para 56 pessoas e outro denominado Salão Nobre para 150.

## Atividades
Além da Biblioteca, do Gabinete de Leitura propriamente dito, ali situa-se o Centro de Estudos Portugueses - Casa Fernando Pessoa, inaugurado em 23 de maio de 1984. Diversas atividades culturais têm lugar na instituição, dos mais ativos centros culturais de Salvador. Dentre as atividades promovidas estão exposições artísticas diversas (como do pintor Floriano Araújo Teixeira), fotografias (como a que retratou Timor-Leste, em setembro de 2007), a mostra-debate sobre ditadura militar no Brasil realizada em 12 de novembro de 2013, da qual participaram Taurino Araújo e Emiliano José, a quarta edição do Tributo à Língua Portuguesa, cursos aprofundados de língua portuguesa,